# Expediciones de Ganteaume de 1801

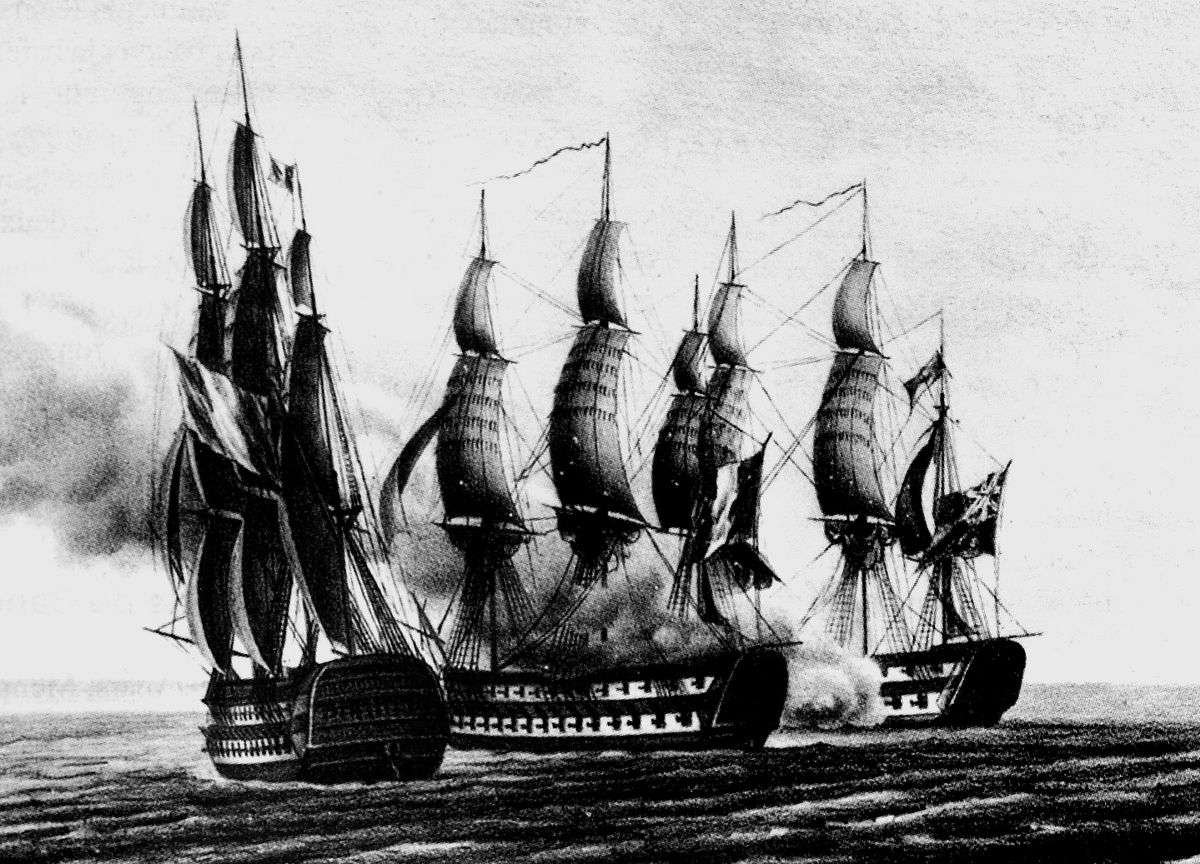
Durante la acción del 24 de junio de 1801, englobada en esta serie de expediciones, se capturó el HMS Swiftsure.

Las expediciones de Ganteaume de 1801 fueron tres operaciones conectadas y de cierta relevancia que llevó a cabo la Marina francesa en la primavera de ese año, en el marco de las guerras revolucionarias francesas. Una escuadra naval francesa con base en Brest y dirigida por el contraalmirante Honoré Ganteaume trató de llegar al Mediterráneo oriental en tres ocasiones con el objetivo de reforzar a la guarnición francesa sitiada en Egipto. La parte del ejército francés destinada a Egipto había quedado atrapada poco después del inicio de la campaña que tuvo lugar allí y en Siria en 1798, como consecuencia de la destrucción de la flota mediterránea francesa en la batalla del Nilo. De esa derrota en adelante, la Marina francesa tan solo había mantenido una mínima presencia en el mar Mediterráneo, mientras que los británicos y sus aliados, más numerosos, habían conseguido bloquear y hacerse con el control de varias bases francesas sin encontrar apenas oposición.
El envío de la escuadra de Ganteaume fue un intento por parte de Napoleón Bonaparte, primer cónsul, de restablecer el equilibrio en el Mediterráneo. Esta llegó a Tolón el 19 de febrero de 1801 y proveyó a los restos de la flota con refuerzos de primera necesidad. La segunda expedición partido de Tolón un mes después. Sin embargo, tuvo que regresar a tierra a causa de las malas condiciones meteorológicas y el bloqueo británico. La tercera expedición llegó al Mediterráneo oriental e intentó que las tropas desembarcasen en Bengasi. No obstante, los navíos británicos a cargo del bloqueo de Egipto consiguieron ahuyentar a las fuerzas de Ganteaume. La escuadra francesa regresó a Tolón el 22 de julio, fecha en la que se canceló la expedición. A pesar del fracaso a la hora de desembarcar tropas en el norte de África, Ganteaume consiguió una serie de victorias menores sobre barcos de guerra británicos, incluyendo la fragata HMS Success y el navío de línea HMS Swiftsure. Asimismo, varios de los buques que participaron en la tercera expedición también tomaron parte en la campaña de Algeciras que tuvo lugar en julio. A la larga, el hecho de que los franceses no consiguiesen evitar el bloqueo británico de Egipto resultó en la derrota y rendición a finales de año de la guarnición allí instalada.

## Contexto

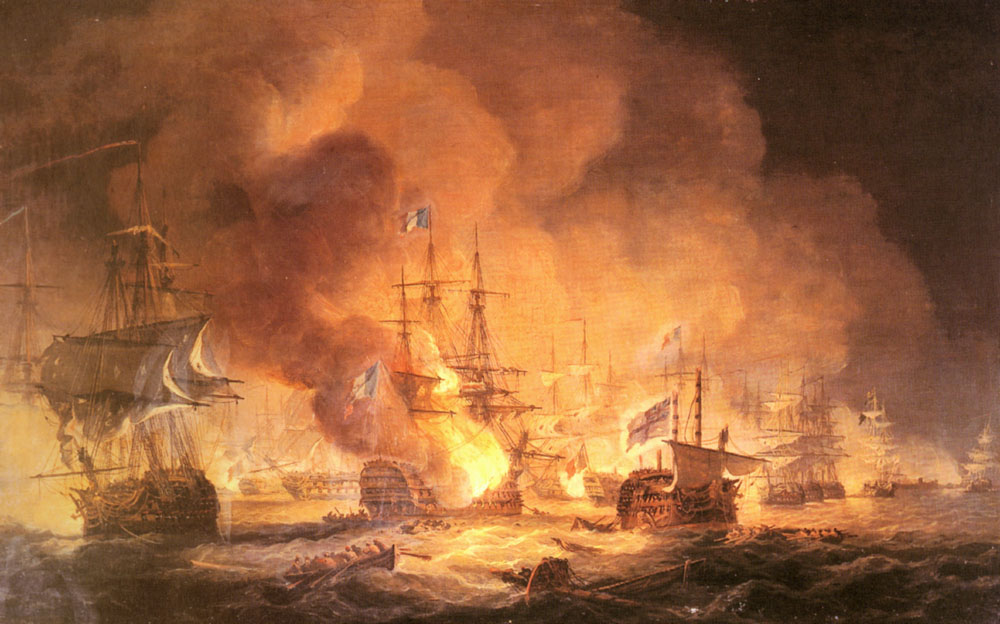
Batalla del Nilo, óleo de Luny Thomas que representa el enfrentamiento homónimo.

En mayo de 1798, un gran flota francesa de barcos de guerra y de transporte atravesó el mar Mediterráneo con 35 000 hombres bajo el mando del general Napoleón Bonaparte. Intentaron llevar a cabo una invasión de Egipto, teóricamente controlado en ese momento por el Imperio otomano, que mantenía una postura neutral. Después de detenerse para controlar Malta, las fuerzas francesas pusieron rumbo al este tras recibir noticias de que una flota dirigida por el contraalmirante sir Horatio Nelson había entrado al Mediterráneo y se encontraba en su persecución. Los franceses consiguieron evitar a las fuerzas de Nelson y llegaron a Alejandría el 29 de junio. Iniciaron de inmediato la invasión y consiguieron avanzar con rapidez hacia el interior y derrotar a los dirigentes mamelucos de Egipto en la batalla de las Pirámides, que tuvo lugar el 21 de julio. No obstante, mientras que el ejército proseguía con su avance, la flota, a cargo del vicealmirante François-Paul Brueys D'Aigalliers, había echado las anclas en la bahía de Abukir, cerca de Alejandría, y fue allí donde la flota de Nelson la encontró la tarde del 1 de agosto. A pesar de la creciente oscuridad, Nelson se lanzó al ataque y consiguió destruir o capturar once navíos de línea y dos fragatas durante los tres días que se prolongó la batalla del Nilo. Tan solo dos navíos de línea y dos fragatas franceses consiguieron escapar y el número de bajas ascendió hasta las tres mil, incluyendo al almirante Brueys, que falleció a bordo de su buque insignia, el L'Orient.

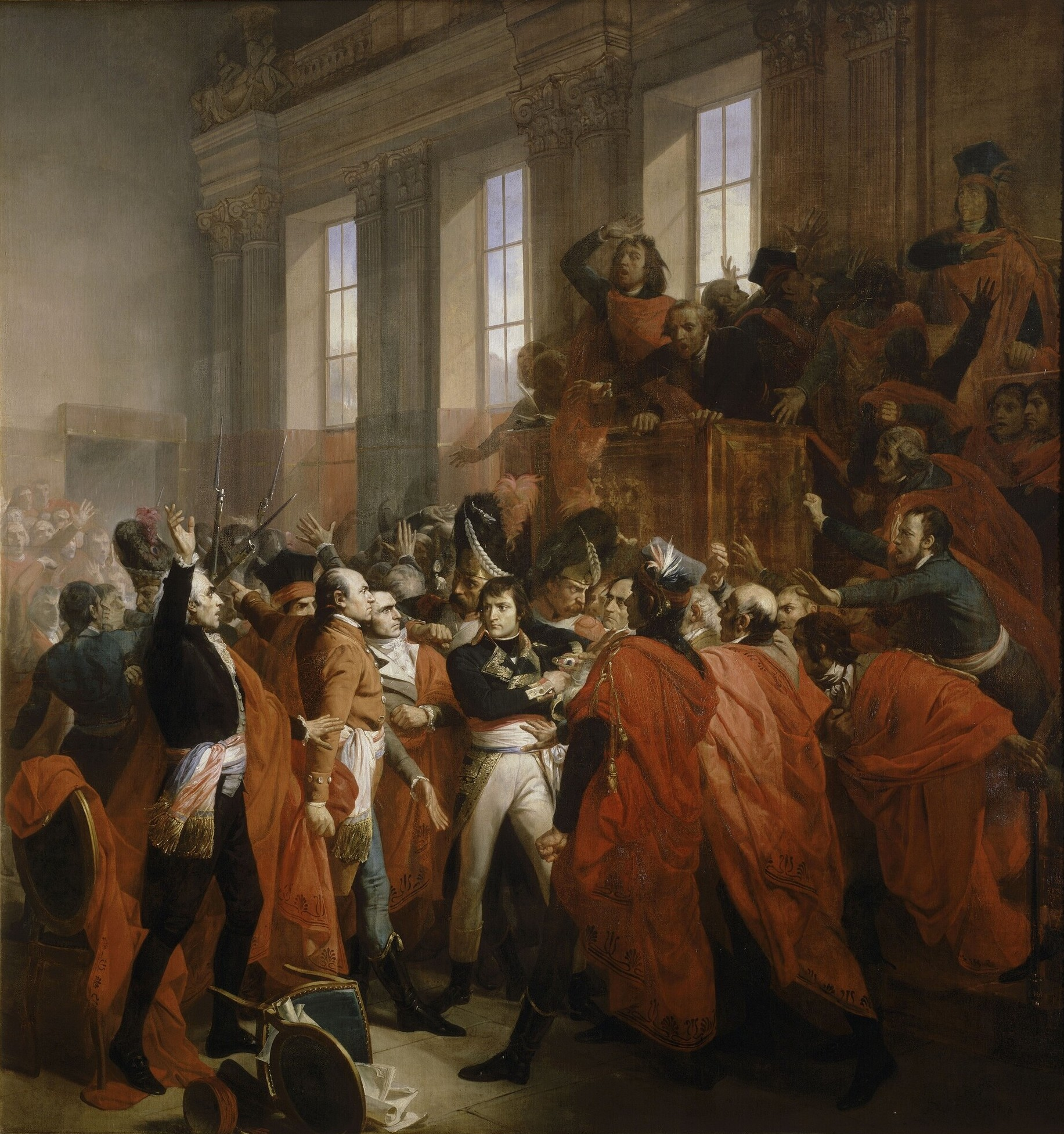
Gracias al golpe de Estado del 18 de brumario, Napoléon Bonaparte accedió al poder.

Como la ruta de regreso a Francia estaba bloqueada, Bonaparte decidió consolidar su posición en Egipto y después atacó hacia el norte, adentrándose en la Siria otomana. A pesar de que la operación tuvo cierto éxito en un principio, el dominio marítimo británico influyó considerablemente la campaña: la artillería especial necesaria para llevar a cabo los sitios fue capturada en las barcazas costeras, los franceses hubieron de llevar todas sus provisiones a tierra y todas las operaciones francesas fueron atacadas por los navíos de guerra de la Marina Real británica, especialmente en el culminante sitio de Acre. La flota atlántica francesa trató de intervenir en el Mediterráneo en una operación conocida como la Croisière de Bruix en julio de 1799, pero fracasó. Habiendo sido derrotado en Acre y empujado a Egipto, Bonaparte decidió regresar a Francia en noviembre de 1799 con el objetivo de revertir la mala situación en la guerra de la Segunda Coalición. Solo pudo evacuar a unos pocos asesores consigo en las fragatas Muiron y Carrère, pero prometió al ejército, que se quedó en Egipto bajo el mando del general Jean Baptiste Kléber, que enviaría apoyo y refuerzos desde Europa. Bonaparte consiguió llegar a Francia sin ser interceptado por las fuerzas británicas y el 9 de noviembre de 1799 tomó el poder con el golpe de Estado del 18 de brumario, tras el cual se autoproclamó primer cónsul.
Mientras que Bonaparte tenía frentes abiertos en Oriente Medio y en la propia Francia, la Marina Real había regresado al Mediterráneo. Las fuerzas británicas habían abandonado la región en 1796 después de la alianza establecida entre Francia y España mediante el tratado de San Ildefonso, pero la victoria de Nelson en el Nilo provocó la eliminación de la amenaza francesa, a la cual siguió, durante la segunda mitad de ese año, una redespliegue de fuerzas a gran escala. Malta estaba bajo asedio, una fuerza ruso-turca se había hecho con el control de las islas Iónicas y las fuerzas británicas habían impedido la llegada por mar de refuerzos destinados al reabastecimiento de la guarnición atrapada en Egipto. Además, las negociaciones para el regreso de las tropas francesas a Europa no fructificaron. Por otra parte, aunque Kléber consiguió derrotar a los otomanos en la batalla de Heliópolis el 20 de marzo de 1800, fue asesinado en junio. Con la moral en caída constante, la situación en Egipto pasó a ser desesperada para Francia y Gran Bretaña planeó una invasión para marzo de 1801. Las intenciones de los británicos llegaron a oídos de Bonaparte. Este, que había conseguido reorganizar el ejército y hacer retroceder a las fuerzas aliadas en Italia —poniendo fin así a la guerra en el continente—, ordenó a la flota atlántica, con base en Brest, que enviase una escuadra para reforzar la guarnición de Egipto.

## Desarrollo de las expediciones

### Primera expedición
La escuadra seleccionada para el refuerzo de Egipto le fue encomendada al contraalmirante Honoré Ganteaume, un superviviente de la batalla del Nilo y, por tanto, un oficial con experiencia práctica en el Mediterráneo oriental. Este tenía a su disposición siete navíos de línea —tres con ochenta cañones y cuatro de setenta y cuatro—, dos fragatas y un lugre, que, en conjunto, transportaban a cinco mil hombres con el objetivo de reforzar al ejército de Egipto, a cargo del cual estaba el general Jean Sahuguet. Se difundieron rumores acerca de una expedición destinada al Caribe para reducir la Revolución haitiana. Además, se organizaron movilizaciones en todos los puertos franceses del Atlántico y del Canal con el fin de confundir a las escuadras británicas encargadas de mantener el bloqueo. La escuadra de Ganteaume partió desde Brest, tal y como le había sido ordenado, el 7 de enero de 1801, pero el plan de distracción no resultó exitoso, ya que la escuadra británica estacionada en Brest bajo el contraalmirante Henry Harvey inició la persecución de los barcos de Ganteaume tan pronto como estos salieron del raz de Sein. A las pocas horas, Ganteaume se vio obligado a refugiar sus navíos bajo las baterías localizadas en la desembocadura del río Vilaine, tratando de fingir que la suya no era sino otra operación de distracción. Unos pocos días después, consiguió regresar al puerto de Brest.

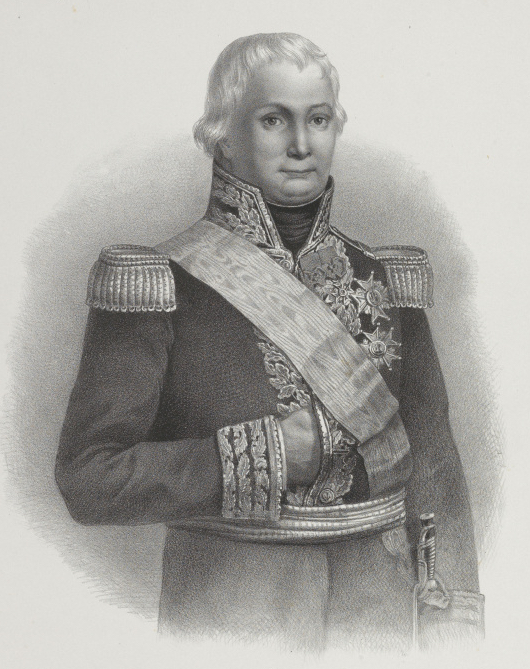
Bonaparte le encomendó al contraalmirante Honoré Ganteaume la tarea de reforzar Egipto.

El 23 de enero, una fuerte tormenta azotó la costa de Bretaña. Los fuertes vientos alejaron los navíos británicos y dejaron la entrada de Brest libre, de modo que Ganteaume pudo escapar. Cuando se encontraban en el mar de Iroise, la tormenta los dispersó y varios de ellos sufrieron daños en sus mástiles. La escuadra quedó dividida en dos grupos: una mayor, de seis navíos de línea, una fragata y el lugre, dirigidos por el comodoro Moncousu, y una pequeña fuerza conformada por un navío de línea y una fragata, al mando de la cual estaba Ganteaume. Con los buques británicos ausentes, estas fuerzas navegaron hacia el suroeste durante los siguientes cinco días con la intención de reunirse en el cabo Espartel. Ambos grupos se encontraron con barcos británicos: el mayor se topó con la fragata HMS Concorde, capitaneada por Robert Barton, a las nueve de la mañana del 27 de enero a aproximadamente 75 millas náuticas —139 kilómetros— al noreste de Finisterre. La Concorde estaba remolcando un buque mercante sueco que había incautado, pero lo dejó tan pronto como un navío de línea y la fragata Bravoure se acercaron a investigar.
En un principio, la Concorde se batió en retirada, tratando de huir de los navíos enemigos. No obstante, cuando se encontraba a 6 mn —11 km— de la escuadra, viró para encontrarse con el Bravoure, que ahora avanzaba en solitario. Según se acercaba, el capitán Louis-Auguste Dordelin le exigió a Barton que se rindiera, pero este, por el contrario, le respondió con disparos de mosquetes y ambos buques se enzarzaron en un enfrentamiento a poca distancia en el que ambos lanzaron varias andanadas. La batalla se prolongó durante media hora, hasta que varios trozos del barco comenzaron a desprenderse del Bravoure y Barton ordenó a su tripulación que dejara de disparar creyendo que los franceses se habían rendido. De hecho, Dordelin estaba tratando de dirigirse apresuradamente hacia su escuadra en busca de ayuda. A pesar de que Barton trató de perseguirlo, los aparejos de la Concorde estaban muy dañados y no le fue posible darle alcance. Finalmente, la Concorde regresó a tierra europea a las tres de la mañana del 28 de enero. Aunque el Bravoure aún era divisable en la distancia la siguiente mañana, la presencia continua de los barcos de Moncousu imposibilitó cualquier intento de atacarlo. El navío británico perdió a veintitrés —cuatro fallecidos y diecinueve heridos— de un total de 244 tripulantes, mientras que de entre la tripulación francesa fallecieron diez y veinticuatro resultaron heridos, el capitán Doredelin, que perdió una mano, entre ellos.

#### Entrada en el Mediterráneo
El 30 de enero, poco antes de que la escuadra se reuniese cerca del cabo Espartel, los navíos de Ganteaume también se encontraron con un buque británico, el HMS Incendiary, un pequeño brulote comandado por Richard Dalling Dunn. Este fue incapaz de plantar cara a los barcos franceses, más grandes, y, después de que la tripulación abandonase el Incendiary, los captores franceses lo incendiaron y hundieron. Una vez reunida, la escuadra llegó al estrecho de Gibraltar el 9 de febrero y lo cruzó sin encontrar resistencia. Esto se debió a que la mayoría de la flota británica estaba operando en el mar Mediterráneo y a que las noticias de la operación de Ganteaume aún no les habían llegado a las autoridades de Gibraltar. Consecuentemente, solo un navío de la Marina Real pudo percibir la llegada de la escuadra francesa, la HMS Success, una fragata de 32 cañones capitaneada por Shuldham Peard que se encontraba anclada cerca de la base británica. Peard supuso que la escuadra francesa partiría hacia Egipto y decidió seguirla, algo que solo consiguió durante un día, el 10 de febrero. Esa jornada, los franceses capturaron y hundieron el HMS Sprightly, un cúter equipado con diez cañones. Por la tarde, Ganteaume reunió a sus navíos en el cabo de Gata, en el mar de Alborán, para un descanso. Sin embargo, Peard no se percató de esto y los adelantó durante la noche, de modo que, la mañana siguiente, los franceses estaban en posición de perseguir a su fragata.
Peard navegó hacia el noreste durante tres días creyendo que había perdido a los franceses. No obstante, estos reaparecieron en el horizonte una vez más al tiempo que el viento dificultaba la huida de Peard. Al amanecer del 13 de febrero, este se percató de que finalmente lo capturarían y puso rumbo hacia el oeste, esperando que, mediante esta maniobra, dirigiría a los franceses hacia alguna de las fuerzas británicas que se encontraban buscando a Ganteaume. El plan fracasó, ya que, hacia el mediodía, el viento dejó de soplar. A las tres de la tarde, dos navíos de línea franceses se acercaron lo suficiente como para poder abrir fuego contra la fragata de Peard. Superado en número y sin esperanzas, la fragata se rindió sin oponer mayor resistencia y fue adherida a la escuadra bajo el nombre Succés. Para completar su tripulación, se escogieron miembros de varios de los otros navíos. Peard y sus hombres se unieron a aquellos tripulantes del Incendiary y el Sprightly que habían sido capturados. Una vez estuvieron todos en el buque insignia de Ganteaume, el Indivisible, y se les hicieron preguntas relativas acerca de los movimientos británicos en el Mediterráneo. Al ser interrogado, Peard le contó a Ganteaume que la invasión de Egipto ya estaba en marcha, que el Mediterráneo oriental estaba bajo el control de una poderosa flota dirigida por lord Keith y que una escuadra al mando de la cual se encontraba sir John Borlase Warren estaba trabajando activamente en la caza de los franceses y, por lo tanto, podría aparecer en cualquier momento.

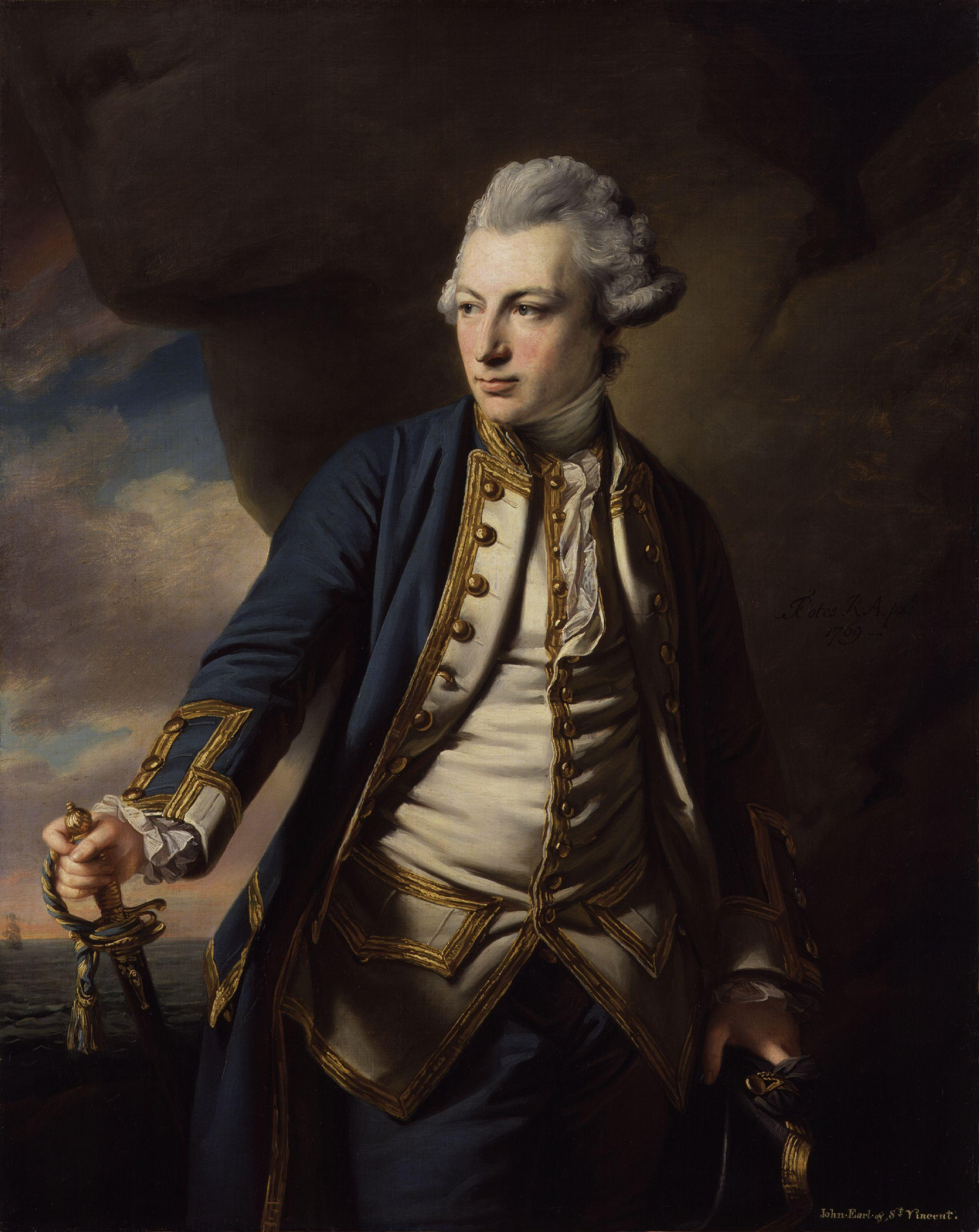
John Jervis, figura importante dentro del Almirantazgo, envió a Calder en busca de los franceses, pero sus informaciones eran incorrectas, de modo que este no los alcanzó.

La información que Ganteaume le sonsacó a su prisionero era totalmente falsa. Una fuerza expedicionaria de gran tamaño y una flota dirigida por lord Keith estaba en el Mediterráneo pero no iba a llegar a Egipto hasta al menos dos semanas después. Finalmente, la toma de tierra por parte de los británicos tuvo lugar el 8 de marzo. Cuando Ganteaume le interrogó a Peard, la fuerza estaba anclada en Karamania, en la costa sur de Anatolia, luchando contra los resistentes aliados otomanos y las malas condiciones meteorológicas. Además, los británicos no se dedicaron activamente a perseguir a la escuadra a lo largo de febrero: cuando la Concorde arribó a Plymouth el 3 de febrero, John Jervis, del Almirantazgo, recibió varios mensajes urgentes y envió una rápida escuadra conformada por seis navíos de línea, dos fragatas y un bergantín en busca de los navíos de Ganteaume. Sin embargo, el comandante de la fuerza, el contraalmirante sir Robert Calder, viajaba en un lento barco de segunda categoría que redujo considerablemente la velocidad de la travesía de su escuadra. De todos modos, el Almirantazgo cometió un error a la hora de evaluar la intención de Ganteaume y ordenó a Calder que zarpara con rumbo a las Indias Occidentales, de modo que no desempeñó un papel de importancia en la campaña. Warren, cuya escuadra tenía base en las costas de Cádiz, había recibido noticias de la travesía de Ganteaume el 8 de febrero y partió hacia Gibraltar en su persecución. Posteriormente, el 13 de febrero, continuó hacia Menorca, adonde llegó el 20 de febrero sin haber avistado a los franceses. Consecuentemente, zarpó hacia Sicilia en marzo, cuando le llegaron noticias de la inminente firma del Tratado de Florencia entre Francia y el Reino de Nápoles. A pesar de que no había ninguna persecución en curso, Ganteaume se enervó cuando Peard le confió aquella información y ordenó a la escuadra que partiese hacia Tolón. Esta llegó a su destino el 19 de febrero sin haberse encontrado con ningún buque de la Marina Real.

### Segunda expedición
Cuando Bonaparte se enteró de que Ganteaume estaba anclado en Tolón en vez de en la costa egipcia, se enfadó y ordenó a la escuadra que regresara al mar y completase la misión que le había sido encomendada. Su furia creció cuando llegó a su oído la noticia de que la fragata británica HMS Phoebe había capturado a la Africaine, que había partido desde Rochefort con el mismo objetivo, el de reaprovisionar a las tropas de Egipto, en la acción del 19 de febrero de 1801, en el Mediterráneo occidental. Con el fin de dar énfasis a sus instrucciones, Bonaparte envió al general Jean-Gérard Lacuée para que las transmitiese personalmente. Ganteaume recibió la orden de partir hacia Alejandría de inmediato. En caso de que el puerto egipcio se encontrase bajo ataque británico, debería tomar tierra y desembarcar a sus tropas en cualquier lugar situada entre el cabo Rasat y Trípoli y recorrer por tierra la distancia que separase dicho lugar de Alejandría. Ganteaume zarpó el 19 de marzo, tan pronto como Lacuée emitió las órdenes, con siete navíos de línea, tres fragatas y tres buques mercantes en los que transportó las provisiones.
Pocas horas después de partir de Tolón, un fuerte vendaval sorprendió a la escuadra. Uno de los navíos de línea perdió su palo mayor y su tripulación se vio obligada a regresar a Tolón, mientras que el resto de la fuerza quedó diseminada. La fuerza británica encargada del bloqueo avistó la escuadra la mañana siguiente y, a pesar de que los franceses consiguieron huir de la persecución, la HMS Minerve consiguió capturar uno de los buques mercantes separados del grupo. Para el 25 de marzo, se habían recuperado todos los barcos de Ganteaume a excepción de tres y la fuerza ya estaba navegando hacia el sur a través del mar Tirreno. No obstante, se topó con la escuadra de Warren, que regresaba de Sicilia. Ganteaume viró hacia el sureste con la intención de escapar, de modo que Warren inició la persecución. Los navíos más rápidos de su escuadra eran más veloces que los franceses, pero los más lentos, especialmente el HMS Gibraltar y el HMS Athenienne, se quedaron considerablemente rezagados. A sabiendas de que corría el riesgo de que su escuadra se separase durante la noche, Warren ordenó a sus navíos más rápidos que redujesen el ritmo y poco a poco fue perdiendo de vista a los franceses a lo largo de la tarde. Ganteaume se aprovechó de este pequeño respiro y viró hacia el norte en la oscuridad para llegar nuevamente a Tolón.

### Tercera expedición

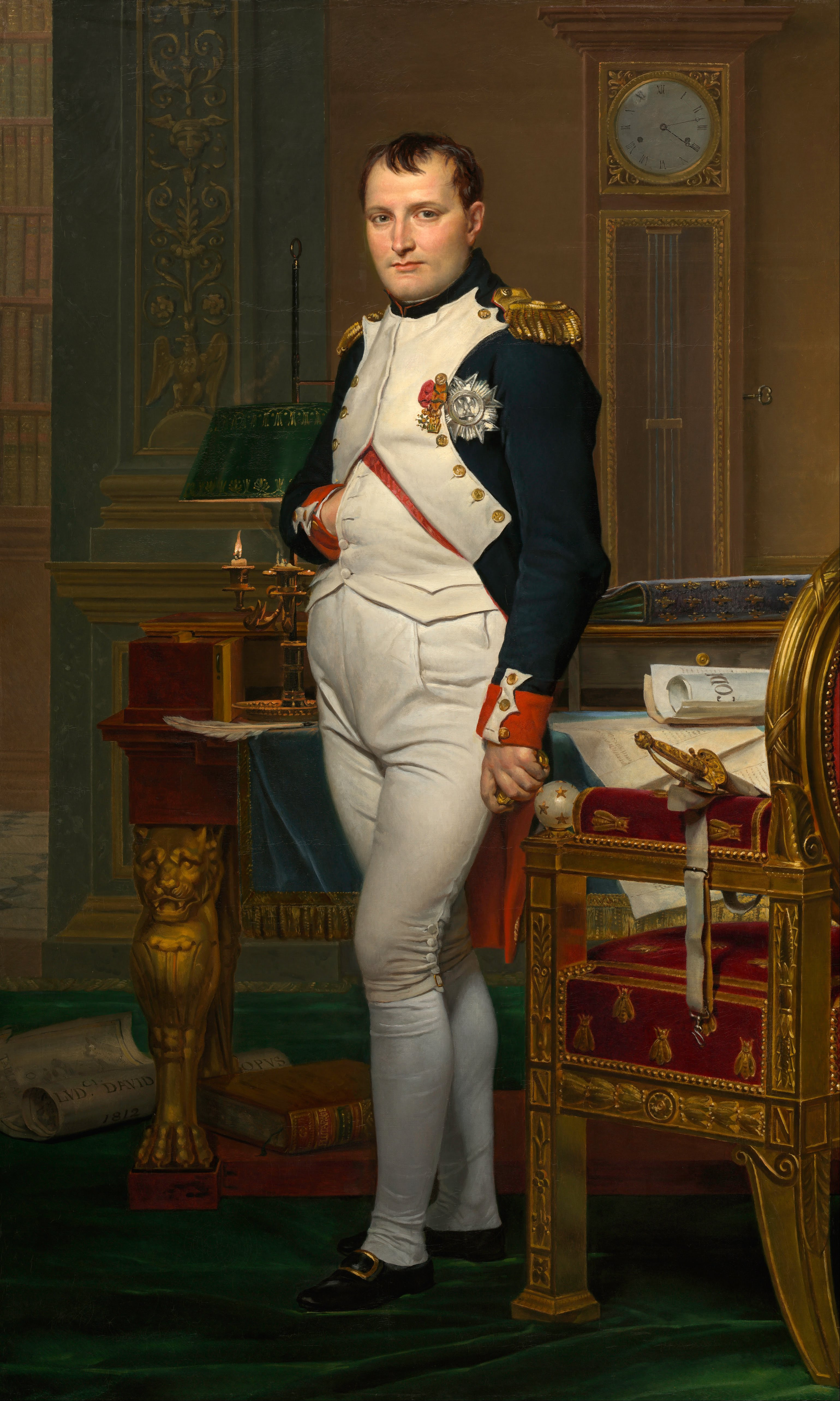
Napoléon le ordenó por tercera vez a Ganteaume que se ciñese al plan original, de modo que este volvió a zarpar.

Cuando Bonaparte se enteró de que Ganteaume había regresado a Tolón por segunda vez, volvió a emitir la orden de que el almirante regresase al mar y completase la primera orden que había recibido, que consistía en reabastecer a la guarnición egipcia. El 27 de abril, la fuerza francesa zarpó, por tercera vez, con siete navíos de línea, dos gragatas, una corbeta y dos buques de carga. Antes de dirigirse hacia Egipto, Ganteaume puso rumbo a la isla de Elba, en el mar de Liguria, donde consiguió tal superioridad que una fuerza pudo cruzar hasta la isla de Piombino y hacerse con el control de toda la zona a excepción de la fortaleza de Porto Ferrajo, que se encontraba bajo asedio. Los navíos de Ganteaume bombardearon esta fortaleza el 6 de mayo, pero la efectividad operacional de la escuadra se vio mermada por un brote de tifus. Consecuentemente, Ganteaume se vio obligado a dividir su fuerza: se quedó con cuatro buques en los que albergó a todos los tripulantes sanos y puso rumbo al sur, mientras que el Formidable, el Indomptable, el Desaix y la fragata Créole, que no contaban con suficientes hombres para actuar con eficiencia, regresaron a Tolón. Habiendo organizado su fuerza, Ganteaume atravesó el estrecho de Mesina el 25 de mayo. El 5 de junio, en las costas de Brindisi, la escuadra avistó y persiguió a la fragata británica Pique, capitaneada por James Young. Sin embargo, esta consiguió escapar y llegó a Alejandría, donde su capitán avisó a Keith de la aproximación de Ganteaume. Aunque los franceses habían planeado un encuentro con tres fragatas napolitanas en Brindise, este no se produjo y, para el 7 de junio, la escuadra estaba ya lo suficientemente cerca de Egipto para que Ganteaume enviase a su corbeta Héliopolis a investigar la situación en Alejandría.
El 9 de julio, la Héliopolis legó a la costa egipcia, donde los navíos de línea británicos HMS Kent y HMS Hector y un bergantín que se había separado de la flota de lord Keith el día anterior comenzaron a perseguirla de inmediato. Bajo presión, el capitán de la nave trató de refugiarse en el puerto de Alejandría, que estaba todavía bajo control francés, y quedó atrapada allí. Mientras tanto, Keith, basándose en el informe del capitán Young, que había arribado el 7 de junio, indicó al resto de sus buques que virasen hacia el oeste en busca de Ganteaume. A la vista de que la corbeta no regresaba, Ganteaume dio por hecho que habría sido capturada y que habría una gran fuerza enemiga desplegada en el puerto. Como creía que una toma de tierra en Egipto sería imposible, trató de encontrar un lugar alternativo para la operación y decidió que los soldados deberían desembarcar en Bengasi, un pequeño pueblo situado entre Trípoli y Alejandría. Sin embargo, los habitantes de la localidad formaron una milicia cuando avistaron a los franceses y controlaron las playas, de modo que llevar a cabo el desembarco allí no resultaría práctico. Aun así, los franceses echaron el ancla en las aguas cercanas a Bengasi y, tan pronto como lo hicieron, los primeros buques de la flota de Keith aparecieron por el este. Ganteaume entró en pánico y ordenó a sus capitanes que cortasen los cables de anclaje y huyesen hacia el oeste. Los dos buques de carga, mucho más lentos que el resto de la escuadra, quedaron aislados y, consecuentemente, fueron capturados por la HMS Vestal, una rápida fragata capitaneada por Valentine Collard.
Lo que aún quedaba de la escuadra de Ganteaume consiguió escapar de Keith. El 24 de junio, cuando se encontraban cerca del cabo de Derna, avistaron una zarpa hacia el noreste. Ganteaume ordenó a sus navíos que iniciasen la persecución y estos descubrieron que el buque era un navío de línea británico, el HMS Swiftsure, capitaneado por Benjamin Halloweell. Keith lo había enviado para que alertase a la escuadra de Warren de la presencia de Ganteaume en el Mediterráneo oriental. A pesar de que Hallowell intentó escapar desesperadamente, su barco estaba en pésimas condiciones y su tripulación bajo mínimos como consecuencia de un breve intercambio de fuego, por lo que se vio obligado a rendirse. Al no recibir ningún aviso, Warren no pudo interceptar a Ganteaume a su regreso, de modo que la escuadra francesa consiguió llegar indemne a Tolón el 22 de julio.

## Posteridad

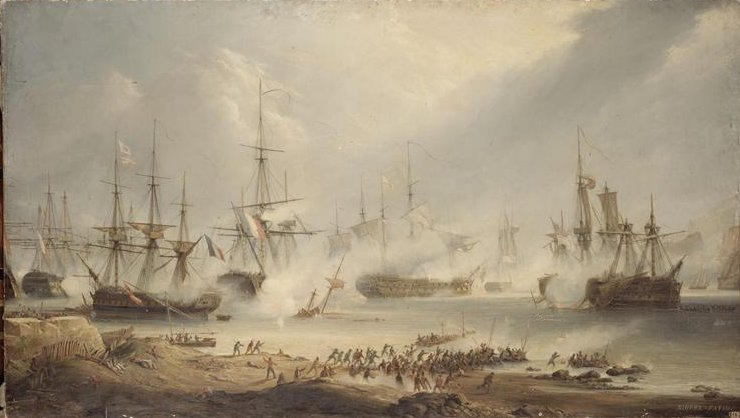
A pesar de no cumplir su objetivo principal, Ganteaume consiguió reforzar la flota mediterránea e incluso participaron en la campaña de Algeciras.

El Héliopolis fue el único de los barcos de Ganteaume que llegó a la guarnición de Egipto, uniéndose así a la fragata Régénérée y a la corbeta Lodi, que habían completado el trayecto independientemente y habían arribado allí el 1 de marzo. Fue el último refuerzo del ejército en Egipto: sin las provisiones de Ganteaume y con la Marina Real controlando el Mediterráneo oriental, las fuerzas francesas en Egipto se vieron superadas en número por la fuerza expedicionaria británica y esta las derrotó en una campaña que se llevó a cabo a lo largo del verano de 1801. De hecho, en agosto se produjo la capitulación de Alejandría. A pesar de que fracasó totalmente en lo que respecta a su principal objetivo, las fuerzas navales de Ganteaume consiguieron reforzar considerablemente la destruida flota mediterránea francesa: los barcos que se separaron de la expedición en mayo, en Elba, participaron en las batallas de Algeciras, que tuvieron lugar en julio, en las cuales, a pesar de que las fuerzas francohispanas sufrieron importantes pérdidas, consiguieron capturar un navío de línea enemigo.
Bonaparte criticó duramente la actuación de Ganteaume. El cónsul llegó incluso a tacharlo de «nulo marinero». No obstante, el historiador naval William Laird Clowes, escribiendo en 1900, consideró que Ganteaume había hecho bien en evitar que los británicos arrollasen a su escuadra; especialmente durante el intento de tomar tierra en Bengasi, donde estuvo a punto de sufrir una situación similar a la del Nilo en 1798, con los barcos anclados lejos del mar abierto y la flota británica echándose sobre ellos. Esta posición tan precaria, descrita por Clowes como una «idea loca», no surgió de una elección de Ganteaume; por el contrario, había sido Bonaparte quien la había ordenado antes de partir de Tolón por segunda vez. Clowes consideró que la «cautela [de Ganteaume] fue, después de todo, menos peligrosa para su país que la precipitada y encaprichada estrategia naval de su maestro». Ganteaume no volvió a estar a cargo de otro comando naval, pero fue nombrado comandante del Mediterráneo y gobernador de Tolón tras la firma de la Paz de Amiens en marzo de 1802.

## Buques participantes en la expedición
| Indivisible                                                    | 80 | Contraalmirante Honoré Ganteaume Capitán Antoine-Louis Gourdon Capitán Pierre-Paulin Gourrège (desde el 9 de marzo de 1801) | Batalló con el Swiftsure.                                                                             |
| Indomptable                                                    | 80 | Comodoro Pierre Augustin Moncousu                                                                                           | Se separó de la expedición en abril de 1801.                                                          |
| Formidable                                                     | 80 | Contraalmirante Linois Capitán Joseph Allary Capitán Laindet Lalonde (desde marzo)                                          | Se separó de la expedición en abril de 1801.                                                          |
| Desaix                                                         | 74 | Comodoro Jean-Anne Christy-Pallière                                                                                         | Se separó de la expedición en abril de 1801.                                                          |
| Constitution                                                   | 74 | Capitán Gilbert-Amable Faure                                                                                                | |
| Jean-Bart                                                      | 74 | Capitán Francois-Jacques Meynne Capitán Joseph Allary(desde marzo de 1801)                                                  | |
| Dix-Aôut                                                       | 74 | Capitán Jacques Bergeret Capitán Louis-Marie Le Gouardin (desde el 10 de marzo de 1801)                                     | Batalló con el Swiftsure.                                                                             |
| Créole                                                         | 40 | Capitán Pierre-Paulin Gourrège (12 de abril de 1799 – 9 de marzo de 1801, cuando tomó el mando del Indivisible)             | Se separó de la expedición en abril de 1801.                                                          |
| Bravoure                                                       | 36 | Capitán Louis-Auguste Dordelin                                                                                              | |
| Héliopolis                                                     | 20 | | No se unió a la expedición hasta después de su llegada a Tolón. Arribó a Alejandría en junio de 1801. |
| De no indicarse lo contrario, se toma a James como referencia. |    | | |

### Citas
1. 1 2  Gardiner, 2001, p. 26.
2. ↑  Gardiner, 2001, p. 35.
3. ↑  Gardiner, 2001, p. 61.
4. ↑  Clowes, 1997, p. 387.
5. 1 2  Gardiner, 2001, p. 66.
6. ↑  Gardiner, 2001, p. 58.
7. 1 2 3  Clowes, 1997, p. 447.
8. ↑  James, 2002, p. 87.
9. 1 2 3  Woodman, 2001, p. 157.
10. 1 2  James, 2002, p. 69.
11. 1 2  James, 2002, p. 88.
12. ↑  James, 2002, p. 89.
13. 1 2  James, 2002, p. 71.
14. 1 2 3  Woodman, 2001, p. 158.
15. 1 2 3 4 5 6 7  Clowes, 1997, p. 448.
16. 1 2 3 4 5 6 7 8  James, 2002, p. 72.
17. ↑  Gardiner, 2001, p. 79.
18. ↑  Clowes, 1997, p. 449.
19. ↑  James, 2002, p. 141.
20. 1 2 3  James, 2002, p. 92.
21. ↑  Clowes, 1997, p. 450.
22. 1 2 3 4 5 6 7 8 9 10 11 12 13  James, 2002, p. 75.
23. 1 2 3  Woodman, 2001, p. 159.
24. ↑  Musteen, 2011, p. 32.
25. ↑  Clowes, 1997, p. 452.
26. ↑  Clowes, 1997, p. 453.
27. 1 2  James, 2002, p. 94.
28. ↑  James, 2002, p. 95.
29. ↑  James, 2002, p. 82.
30. 1 2  Gardiner, 2001, p. 83.
31. ↑  «Honoré Ganteaume (1755-1818), vice-amiral ciotadin» (en francés). Gené Provence. 24 de marzo de 2009. Consultado el 24 de diciembre de 2015.
32. 1 2  Clowes, 1997, p. 454.
33. ↑  Michaud, 1838, p. 98.
34. 1 2  Quintin, 2003, p. 157.
35. 1 2  Troude, 1867, p. 231.
36. ↑  Quintin, 2003, p. 221.
37. ↑  James, 2002, p. 68.